# Melampsora arctica
Melampsora arctica är en svampart som beskrevs av Rostr. 1888. Melampsora arctica ingår i släktet Melampsora och familjen Melampsoraceae.   Inga underarter finns listade i Catalogue of Life.